# Château de Bonrepos
Pour les articles homonymes, voir Bonrepos.
Le château de Bonrepos est situé en France sur la commune de Bonrepos-Riquet (désignation officielle de la commune depuis 1921), dans le département de la Haute-Garonne et la région Occitanie. Il a été construit par Pierre-Paul Riquet.

## Historique
Jusqu'à la fin du XVIe siècle, la localité avait le même nom que sa paroisse : Saint-Jean-de-Montagne, qui dépendait de la baronnie de Verfeil. Après l'incendie de l'église par les huguenots entre 1570 et 1593, c'est le nom de la seigneurie de Bonrepos qui s'impose définitivement.
Attiré par le site, Pierre-Paul Riquet choisit Bonrepos pour y étudier, à ciel ouvert, grâce aux nombreuses sources et rigoles du vallon de la Garène, les problèmes que lui pose l'alimentation en eau de son canal, en projet, le canal royal de Languedoc, il décide, en 1651, de s'y installer. 
Le centre de la commune est constitué par le château, devenu la mairie et l'église, installés sur une colline qui surplombe les vallées du Conné et du Girou. Depuis cette position dominante et par temps clair, on peut découvrir la chaîne lointaine des Pyrénées.
L'histoire du château et celle du village de Bonrepos-Riquet sont étroitement dépendantes et le changement de dénomination de la commune de Bonrepos par l'adjonction du nom de Riquet en 1921 témoigne de la reconnaissance du village envers son illustre habitant.

## Pierre-Paul Riquet avant son installation à Bonrepos
Pierre-Paul Riquet avait de lointaines origines nobiliaires. Il est né à Béziers, probablement le 29 juin 1609, dans une famille de notables et de commerçants. Les sources diffèrent sur sa date de naissance. Il mena à partir de 1630 une carrière prospère comme contrôleur dans la ferme de gabelle du Languedoc. Il se marie avec Catherine de Milhau, riche héritière biterroise. Il s'installe à Mirepoix puis à Revel. Dès 1651, il exerce la fonction de sous-fermier avant de devenir fermier-général. Possédant déjà plusieurs propriétés à Revel et à Toulouse, il acquit en 1651 la seigneurie de Bonrepos près de Verfeil au nord-est de Toulouse constitué d'un parc de 150 hectares et d'un château Renaissance.

## Le château de Bonrepos avant l'arrivée de Pierre-Paul Riquet

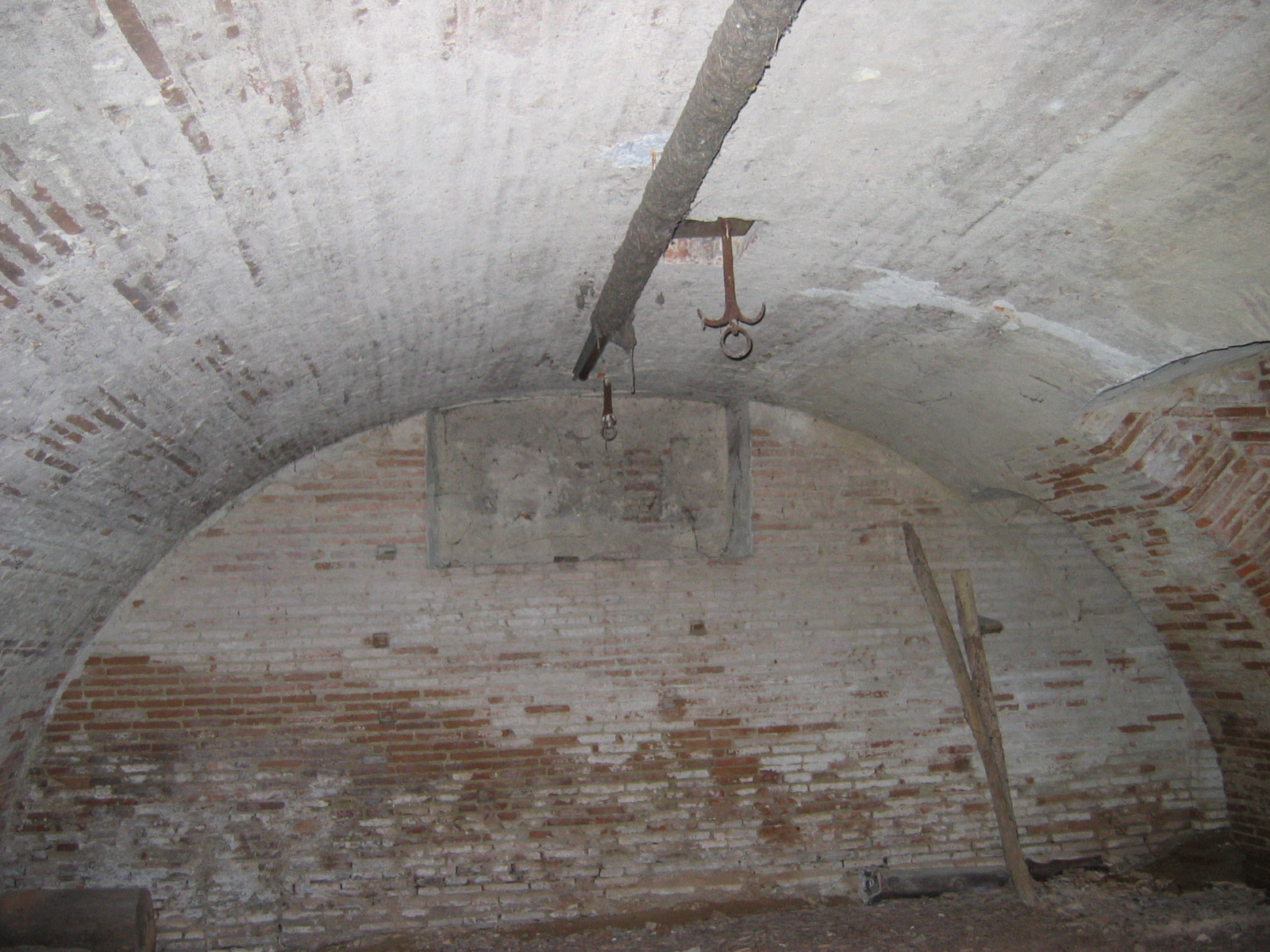
Les sous-sols datent de l'ancien château.

À la suite de l’ordonnance du 31 juillet 1626 sur le démantèlement de toutes les places fortes du Royaume, le donjon de Bonrepos a perdu toute fonction militaire. C’est sur l’emplacement de ce bastion déchu que Pierre-Paul Riquet entreprend la construction d’un nouveau château à partir de 1651. Les fossés de l’édifice antérieur furent aménagés en parterres ; l’espace situé à l’ouest du château fut débarrassé de ses murailles, afin d’offrir une vue dégagée sur le château, dont il devint la « cour d’honneur » dans sa partie comprise à l’intérieur des douves.

## Pierre-Paul Riquet à Bonrepos
Riquet s'activa à transformer le château passablement délabré, entouré de défenses en très mauvais état en une agréable demeure dans le style austère du XVIIe siècle. Le château est reconstruit de 1654 à 1666 par le maçon de Revel, en conservant plusieurs éléments militaires hérités de la maison-forte antérieure, probablement aménagée durant les guerres de Religion : fossés secs, cour intérieure close (les bâtiments clôturant l'espace ont été démantelés depuis), corps de logis fortifié à l'est de deux imposantes tours carrées et à l'ouest par deux tourelles rondes en poivrière.

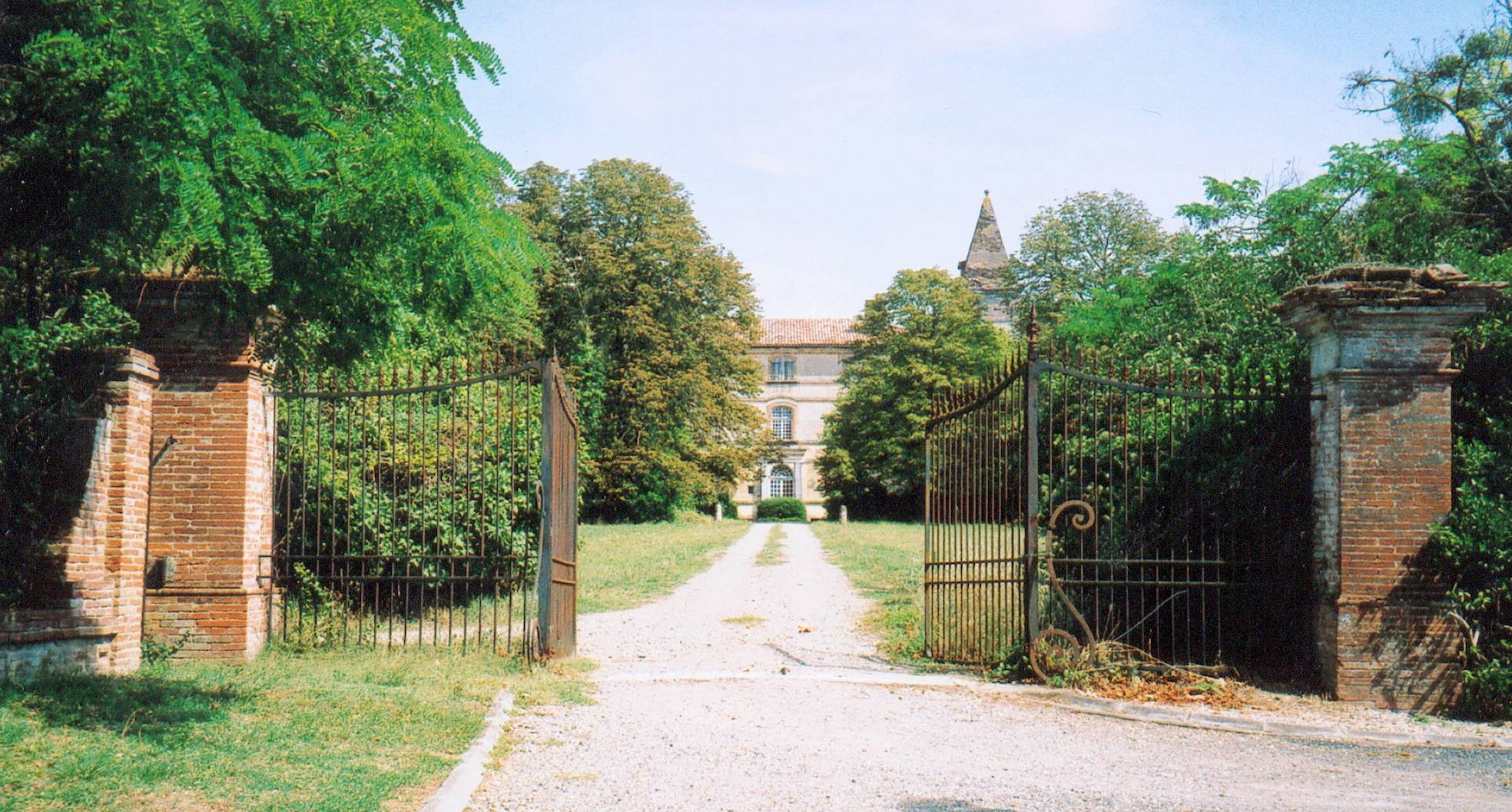
Portail d'entrée du château.

Les façades originellement en briques de bandeaux furent modifiées au XVIIIe siècle. Les ouvertures, portes et fenêtres furent elles aussi remises au goût du jour. Riquet agrémenta sa demeure d'un parc et de jardins à la française, entreprise qui fut poursuivie par ses descendants (construction de l'orangerie, de la glacière, et du labyrinthe arboré). À quelque distance du domaine, Riquet fit également construire une briqueterie et une forge, lieux qui lui servaient pour ses expériences.
Malgré son âge avancé pour l'époque (plus de 50 ans), Riquet ne se contenta pas de passer dans ce domaine une paisible retraite. Dans son imagination, l'idée germa de réaliser un canal de navigation à caractère commercial reliant, par voie terrestre et via la capitale du Languedoc, Toulouse, la mer Méditerranée à l'océan Atlantique. Les bois du vallon de la garenne, tout proche de son château, devint un vaste chantier expérimental : à partir d'un ancien vivier, Pierre-Paul Riquet fit creuser un bassin réservoir qui alimentait un véritable canal de 300 mètres de long. La machine hydraulique de Riquet préfigurait les équipements du futur canal du Midi.
Les expérimentations que Riquet y mena durèrent de 1655 à 1662. Cette année-là, il reçut des hôtes de marque, dont l'archevêque de Toulouse, Charles-François d'Anglure de Bourlemont. Riquet sut le convaincre de la faisabilité du projet, grâce aux essais qu'il fit avec sa machine.
Cette rencontre fut déterminante. Dans sa fameuse lettre du 15 décembre 1662, Riquet présenta son idée de canal à Colbert, ministre des Finances de Louis XIV. Le projet de « canal royal de Languedoc » reçut un avis favorable de la couronne qui autorisa l'ouverture du chantier par un édit royal d'octobre 1666. Riquet se lança alors dans cette opération gigantesque pour l'époque, y consacrant sa vie et sa fortune.
Pierre-Paul Riquet avait obtenu la réhabilitation de noblesse pour lui et les siens en 1666, devenant seigneur de Bonrepos. Il mourut en octobre 1680, quelques mois avant l'achèvement des travaux par ses fils, Jean-Mathias, baron de Bonrepos, et Pierre-Paul, comte de Caraman.
Le canal royal de Languedoc fut officiellement inauguré le 19 mai 1681.

## Le domaine de Bonrepos après la mort de Pierre-Paul Riquet
Après la mort de Riquet, son fils Mathias, baron de Bonrepos, achève les travaux de construction. Il est conseiller au Parlement de Toulouse en 1664 et président à mortier en 1683. Il meurt le 30 avril 1714. 
Le château passe alors à son fils, issu d'un second mariage avec Madeleine de Broglie : Jean Gabriel Amable de Riquet, qui devient conseiller au parlement, procureur général en 1752. 
Sa fille Dorothée épouse le premier président au Parlement de Toulouse, Jean Louis de Cambon, parlementaire et mainteneur de l'Académie des Jeux floraux. 
Son fils, Jean François, marquis de Cambon, devient député et maire de Bonrepos en 1824. 
À la suite d'une succession embrouillée, c'est sa petite fille Charlotte Adélaïde de Tauriac qui hérite de Bonrepos en 1836. Mineure, la nouvelle châtelaine voit le domaine vendu aux enchères en 1836. 
C'est le comte Joseph Falentin de Saintenac qui s'en porte acquéreur. Celui-ci revend le château en 1853 à MM. Henri et Paul Courtois, banquiers de Toulouse. En 1867, Henri et Paul Courtois (les fondateurs de la Banque Courtois de Toulouse) vendent le domaine de Bonrepos au comte de Bertier et à son épouse née Tauriac.

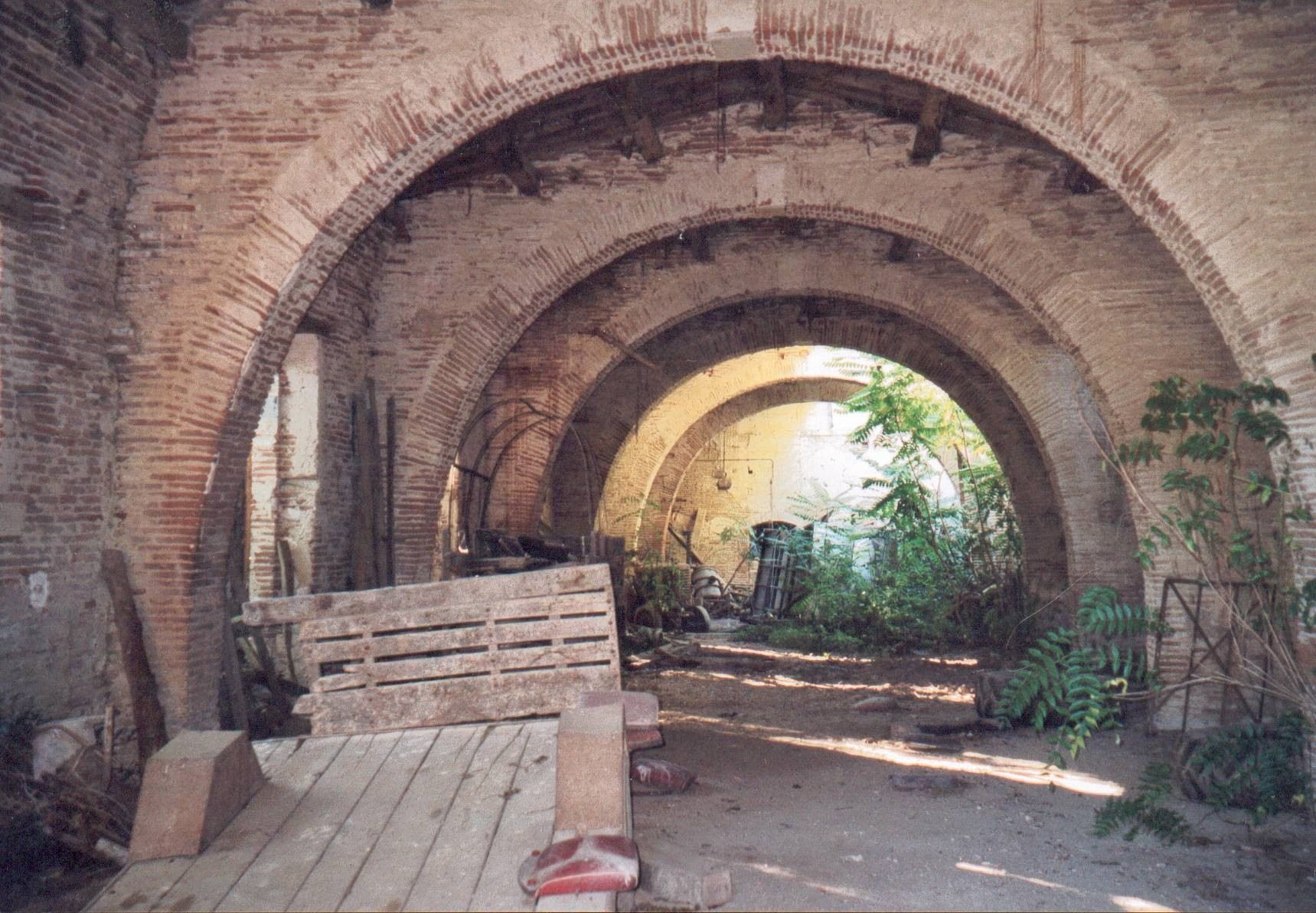
L'Orangerie du château.

Le château revient ainsi à une descendante de Pierre-Paul Riquet. Les Bertier habitent au château où la comtesse meurt en 1888 et son mari peu après 1900. Le château échoit à leur fils François, comte de Bertier lors d'un partage entre ce dernier et sa sœur Germaine. François meurt à Bonrepos en 1916 et laisse sa sœur comme unique héritière. 
Celle-ci, devenue veuve, vend en 1931 le château et le domaine (environ une centaine d'hectares) à une demoiselle Fonvieille, originaire de Béziers, qui épouse peu après le docteur Henri Marceillac, originaire de Verfeil. Pendant la Seconde Guerre mondiale, le domaine et le château de Bonrepos deviennent un repaire et un enjeu importants  : s'y succèdent dans des circonstances encore mal établies les Waffen SS et les résistants. 
Au décès du docteur Marceillac, en 1953, sa famille vend le domaine au colonel Fournier. À la faveur d'une importante avarie de toiture, la DRAC Midi-Pyrénées demande et obtient de la famille Fournier, en échange d'une importante participation aux frais de réparation, l'autorisation d'inscrire à l'Inventaire les trente hectares entourant le château et le château lui-même, ce qui fut fait par arrêté préfectoral du 3 février 1999.
Après de longues et difficiles négociations, les enfants et descendants du colonel Fournier, en indivision au nombre de seize, cèdent le château, les jardins et son parc avec une cinquantaine d'hectares de terres agricoles (le tout couvrant 80 hectares environ) à la SAFER Gascogne-Haut-Languedoc (GHL) le 27 décembre 2007. 
La SAFER vend en retour, comme prévu par accord depuis 2005, la partie dite « historique » du domaine (la partie classée, soit une trentaine d'hectares autour du château) à la commune de Bonrepos-Riquet le 28 décembre 2007.
Cette opération est l'œuvre, en plus de trois années, du travail des bénévoles d'une association locale spécialisée dans la sauvegarde du patrimoine historique. Cette association obtient notamment, pour faciliter l'acquisition par la commune, le classement d'office comme monument historique du château et des trente hectares du « périmètre historique » qui l'entourent, décision de la CRPS d'avril 2007, confirmée par arrêté préfectoral du 31 juillet 2008. En outre, en décembre 2006, cette même association a soumis à la signature du maire de Bonrepos-Riquet un dossier de demande de rattachement du domaine de Bonrepos au canal du Midi en tant que monument classé au patrimoine mondial de l'UNESCO.

## Architecture
Le château est construit sur un site castral, une plate-forme entourée de fossés enjambés par deux ponts. Il est formé d'un logis rectangulaire cantonné de tours carrées et de tourelles sur la façade arrière. Le logis et les bâtiments des communs entourent deux cours et donne au sud sur une terrasse. Tous ces bâtiments et l'orangerie sont classés monument historique.
Les jardins et le parc dans lequel sont conservés les aménagements hydrauliques conçus par Riquet pour préparer la construction du canal du Midi et expérimenter les différentes techniques sont eux aussi classés monument historique.
Le jardin d'agrément du château de Bonrepos-Riquet est inscrit au pré-inventaire des jardins remarquables.

## Galerie de photos

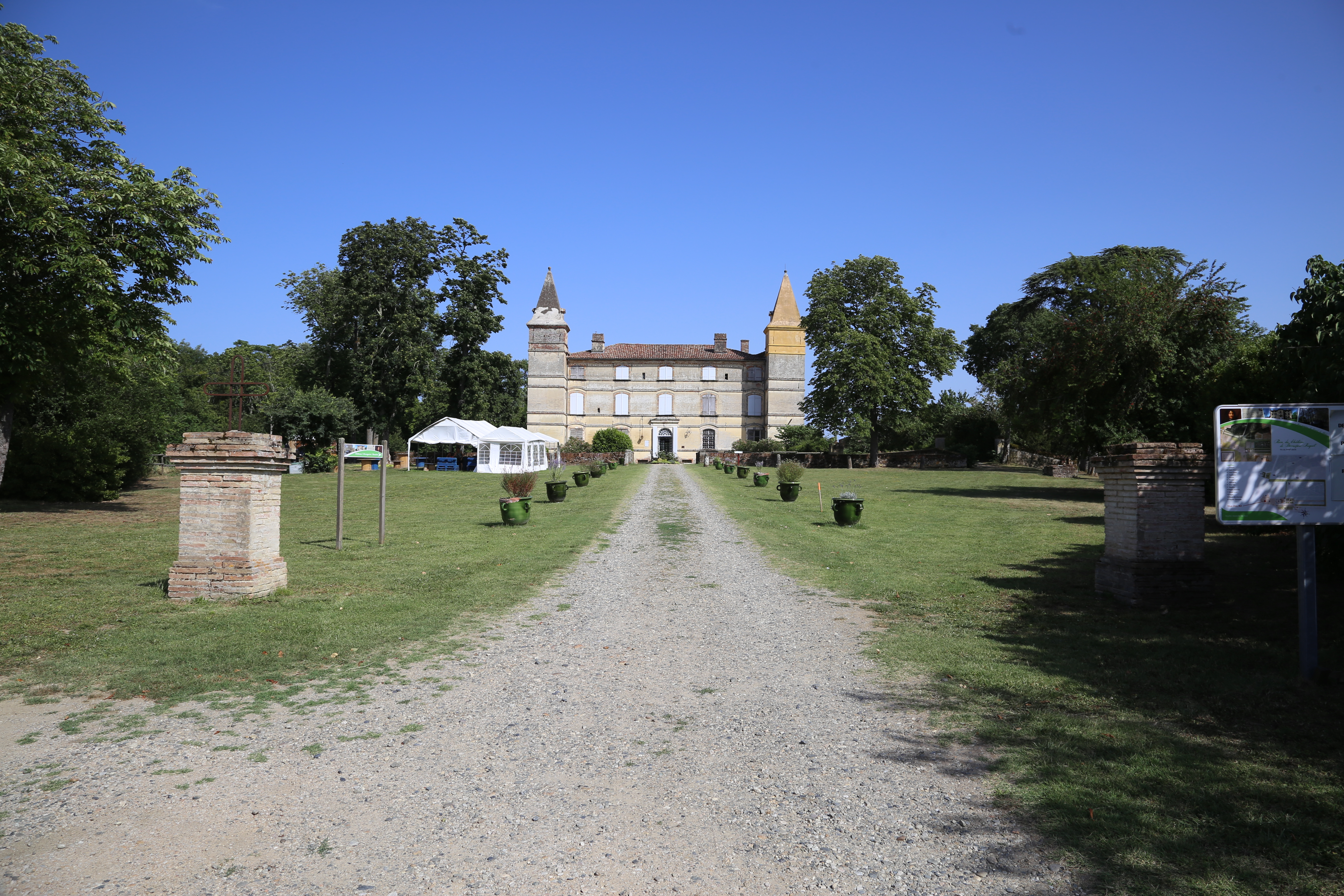
Allée centrale.
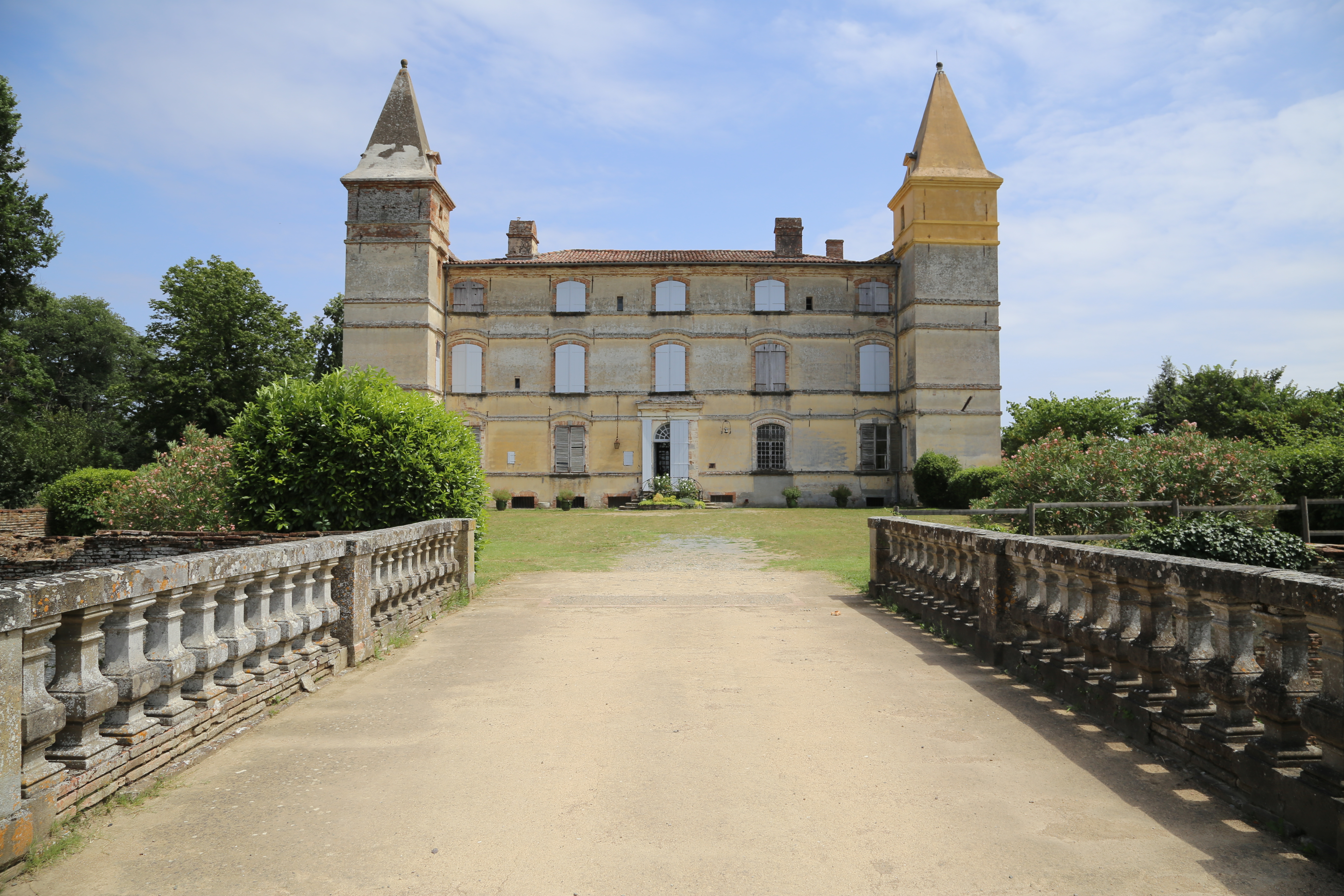
Façade ouest.
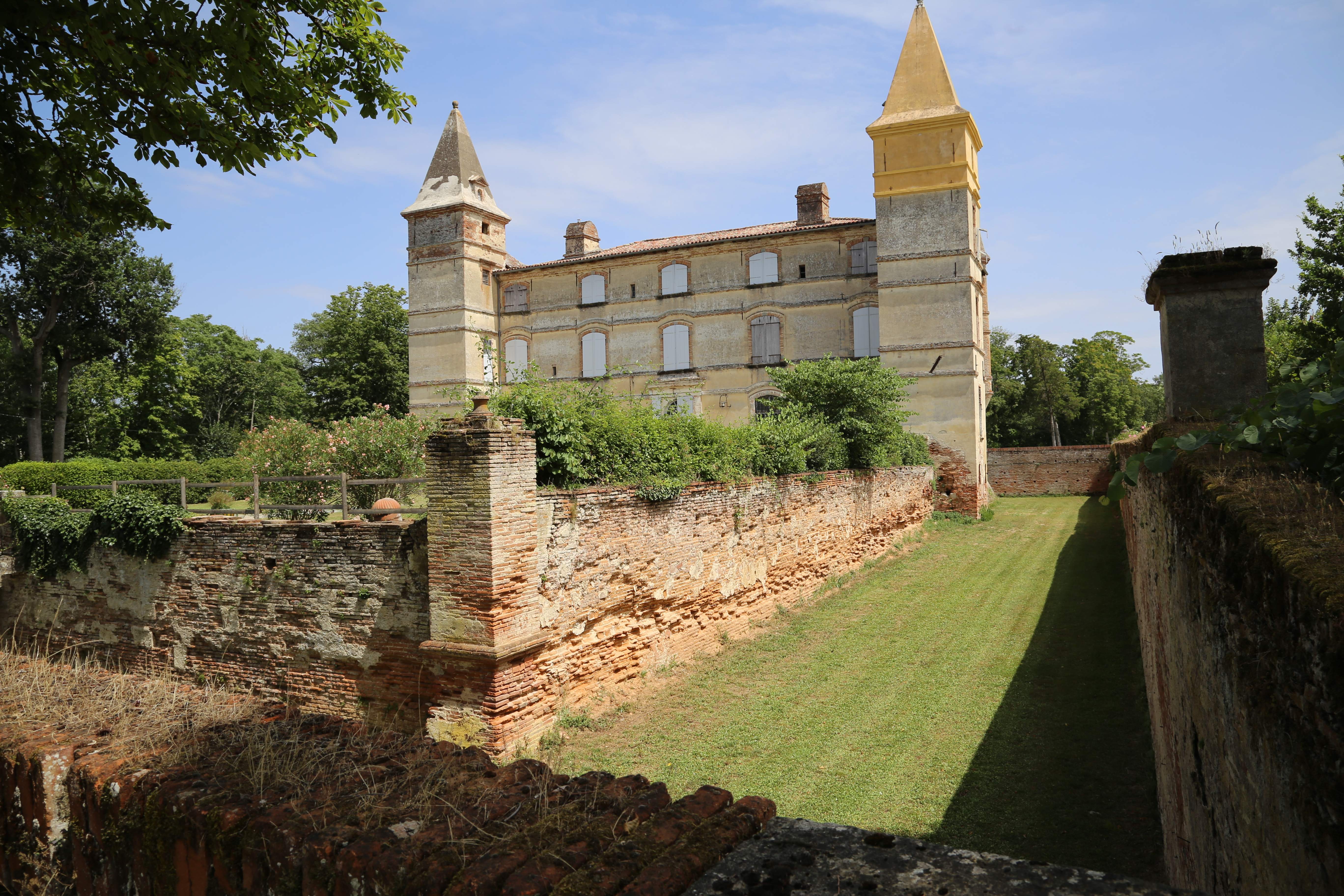
Fossé.
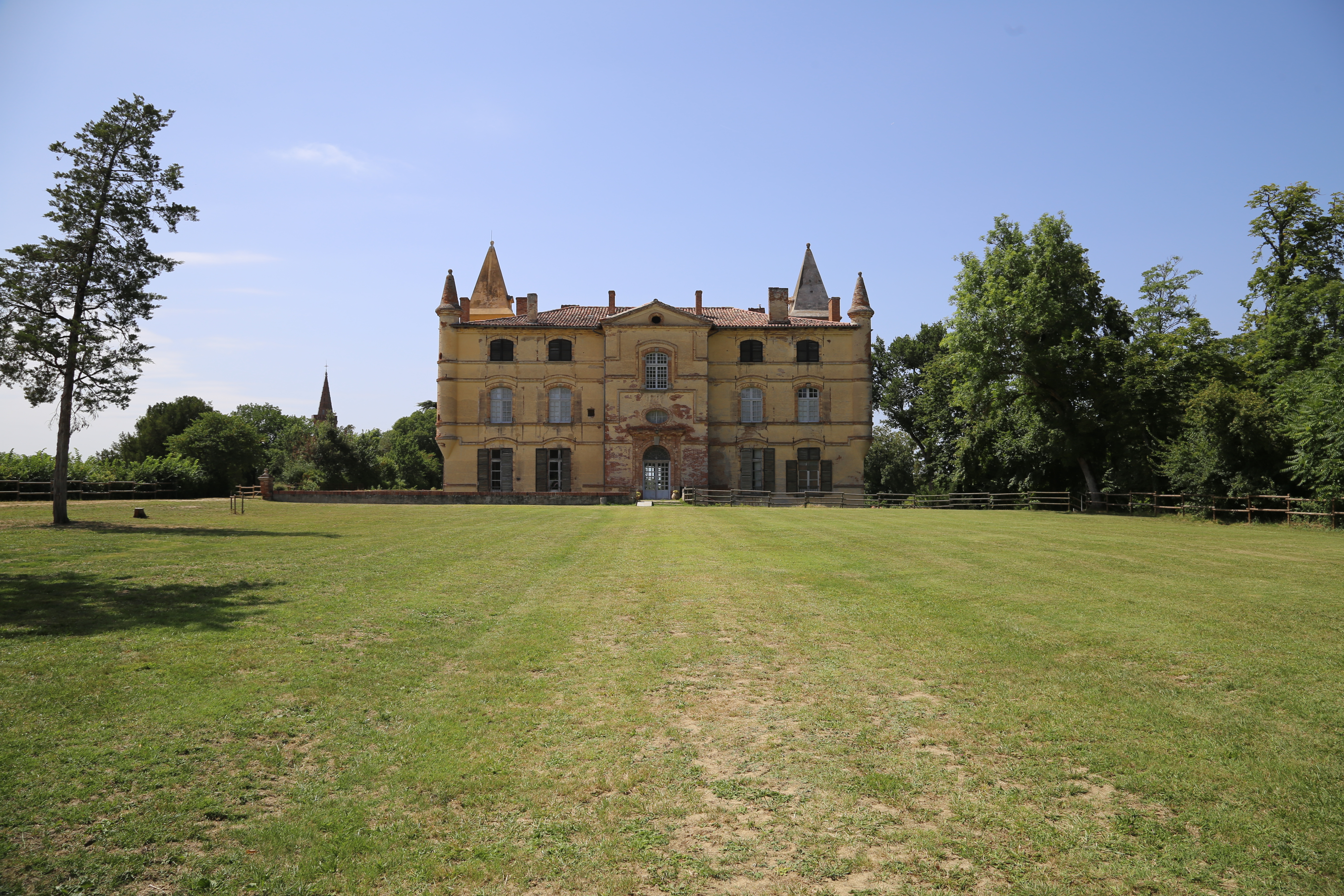
Façade est et ancien jardin d'agrément.
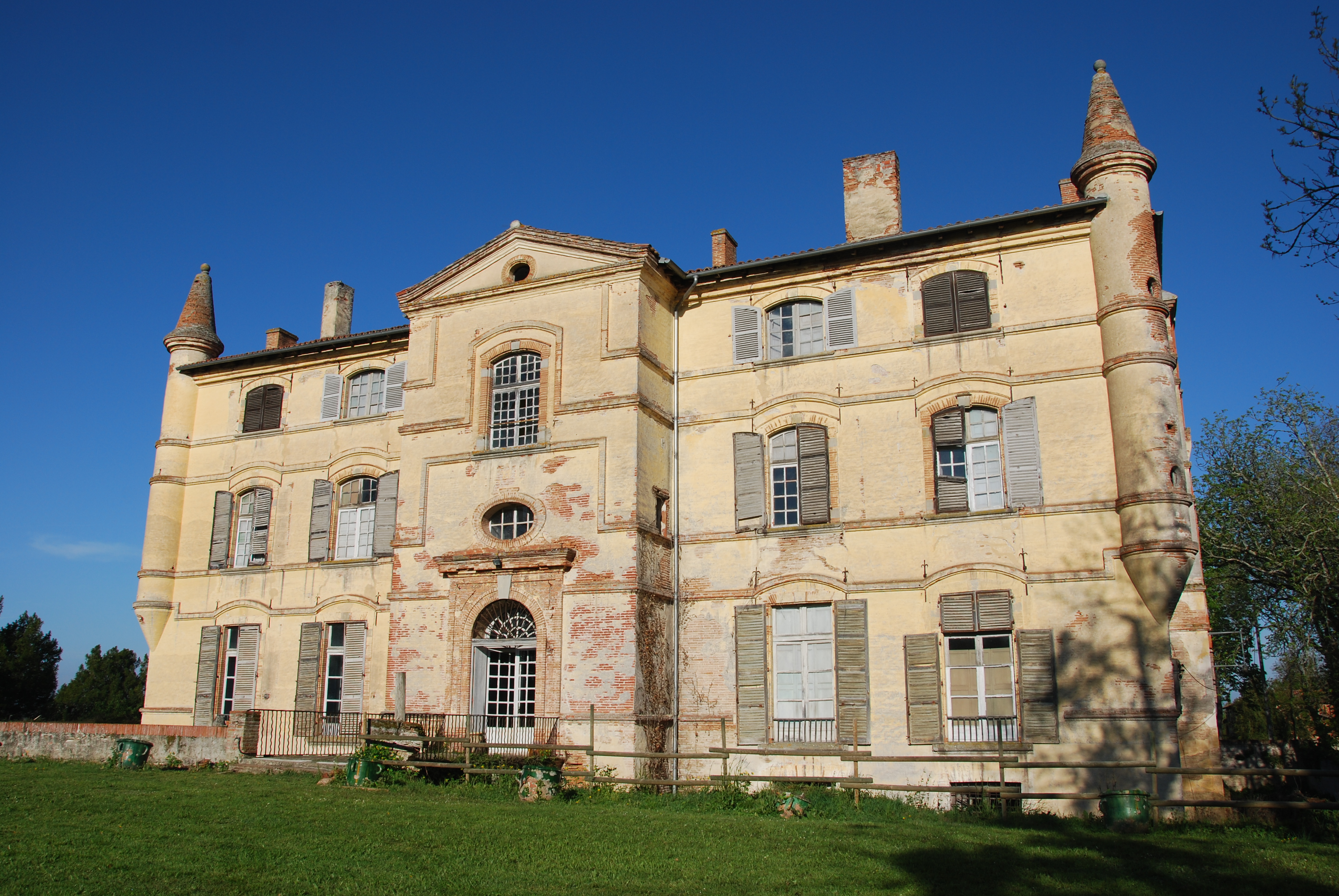
Façade est.
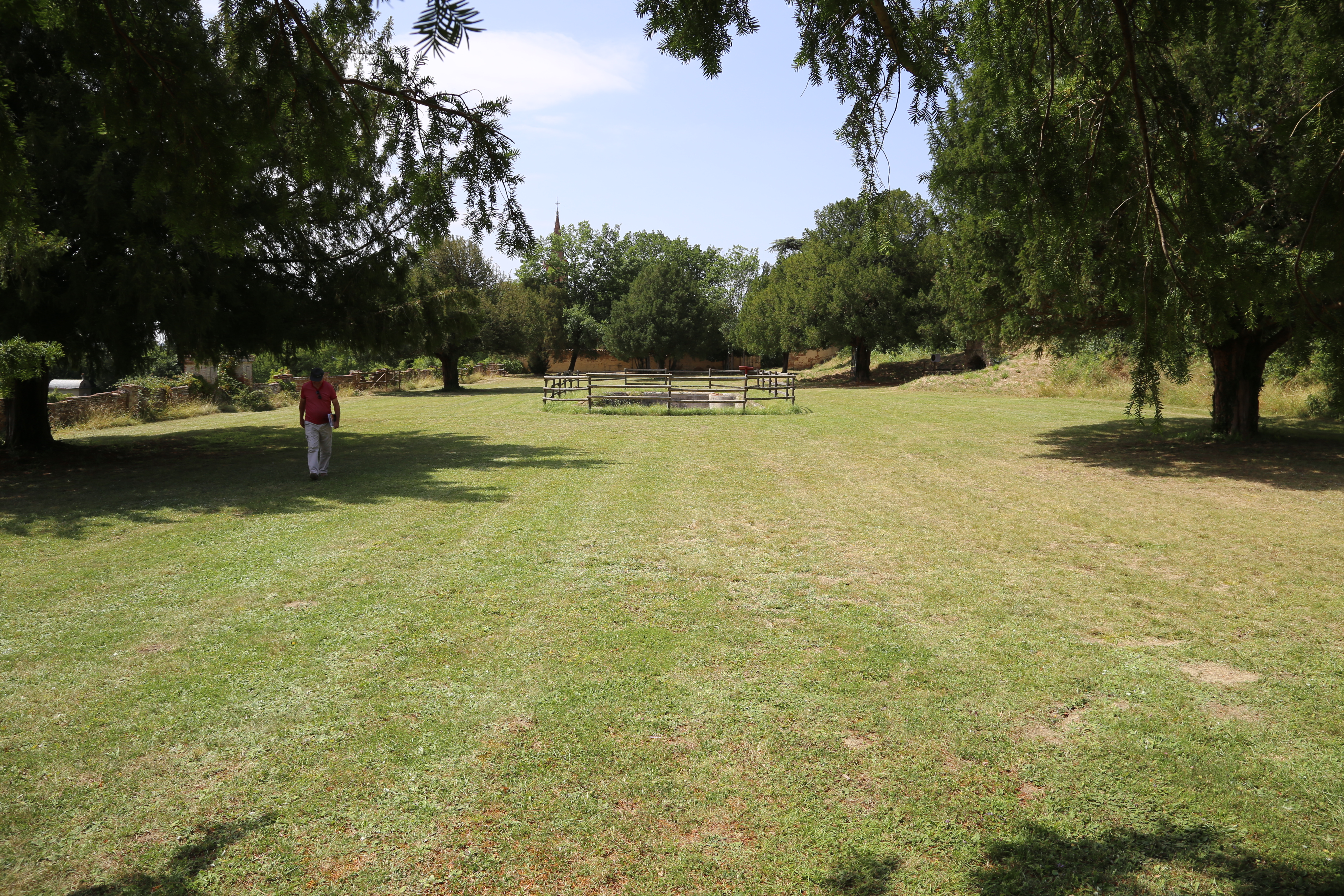
Terrasse sud.
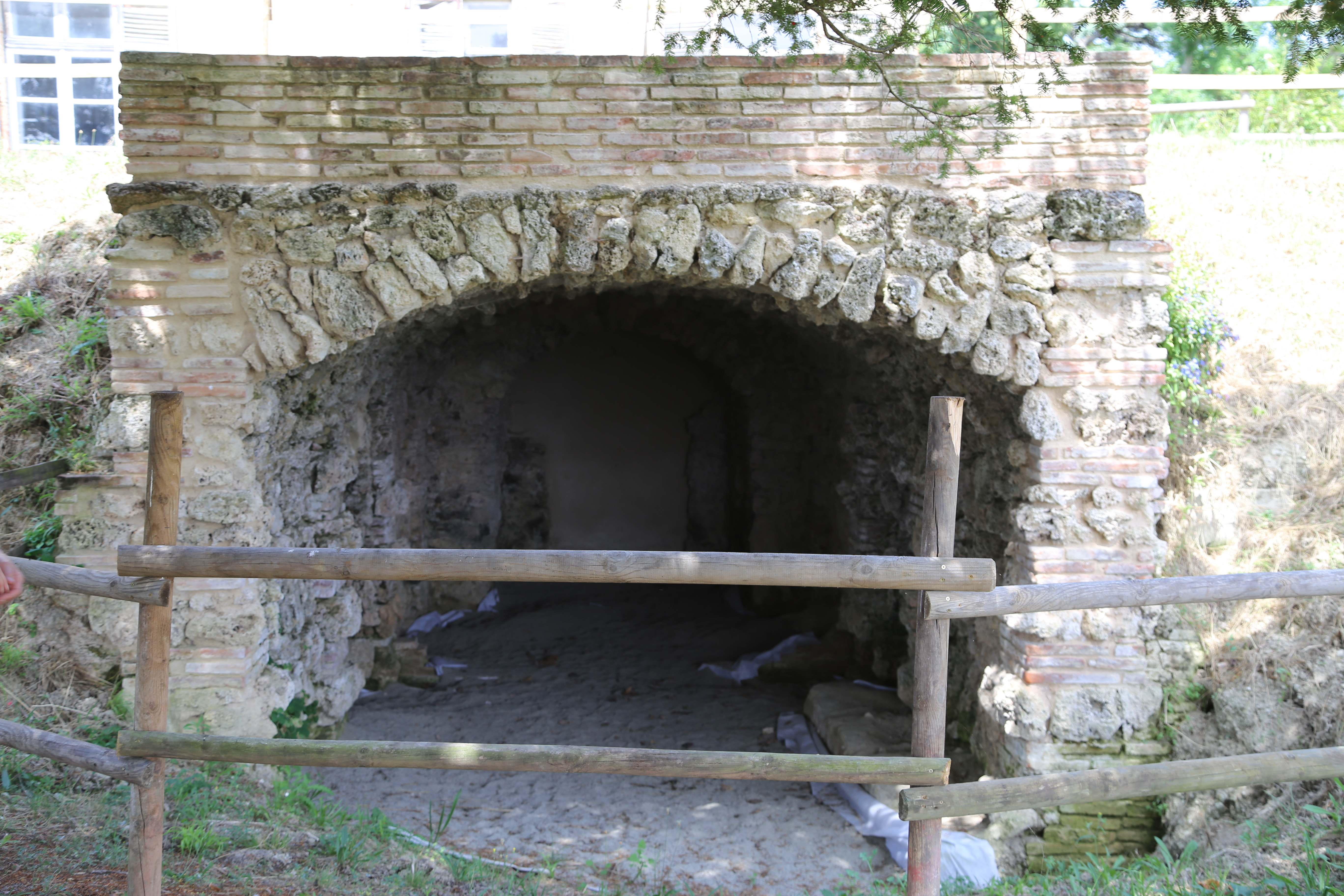
Grotte de fraîcheur.
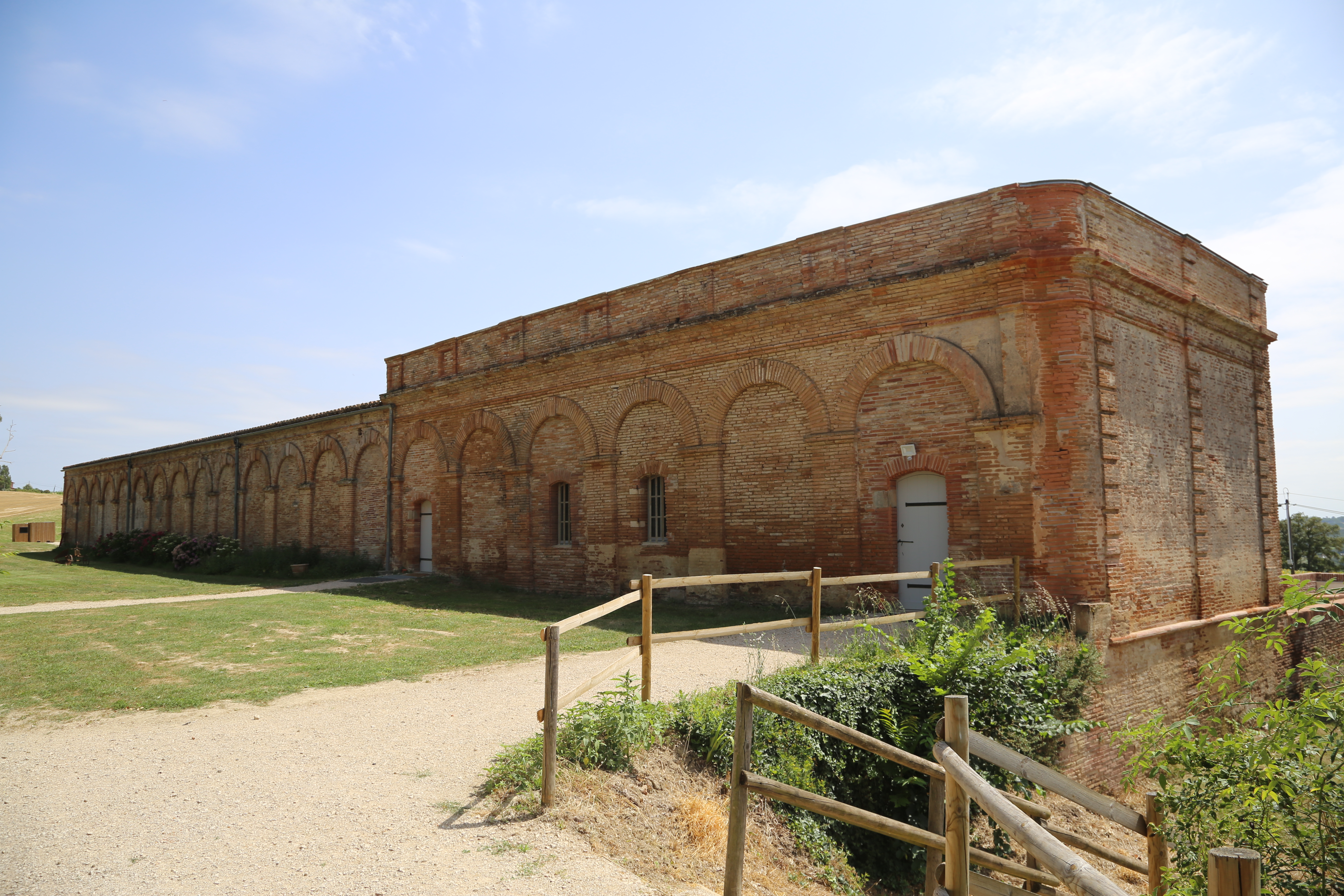
Ancienne orangerie, façade nord.
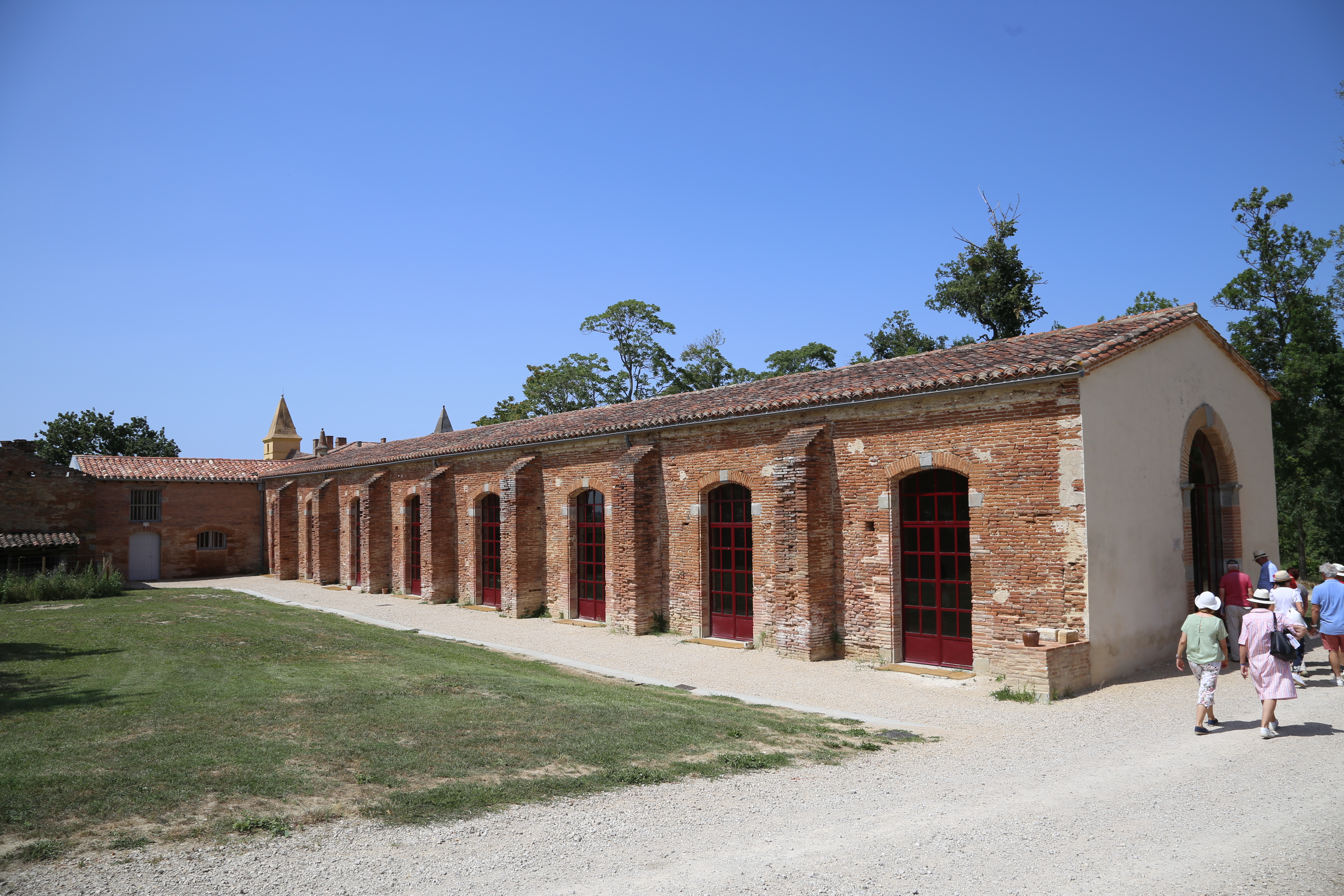
Ancienne orangerie, façade sud.
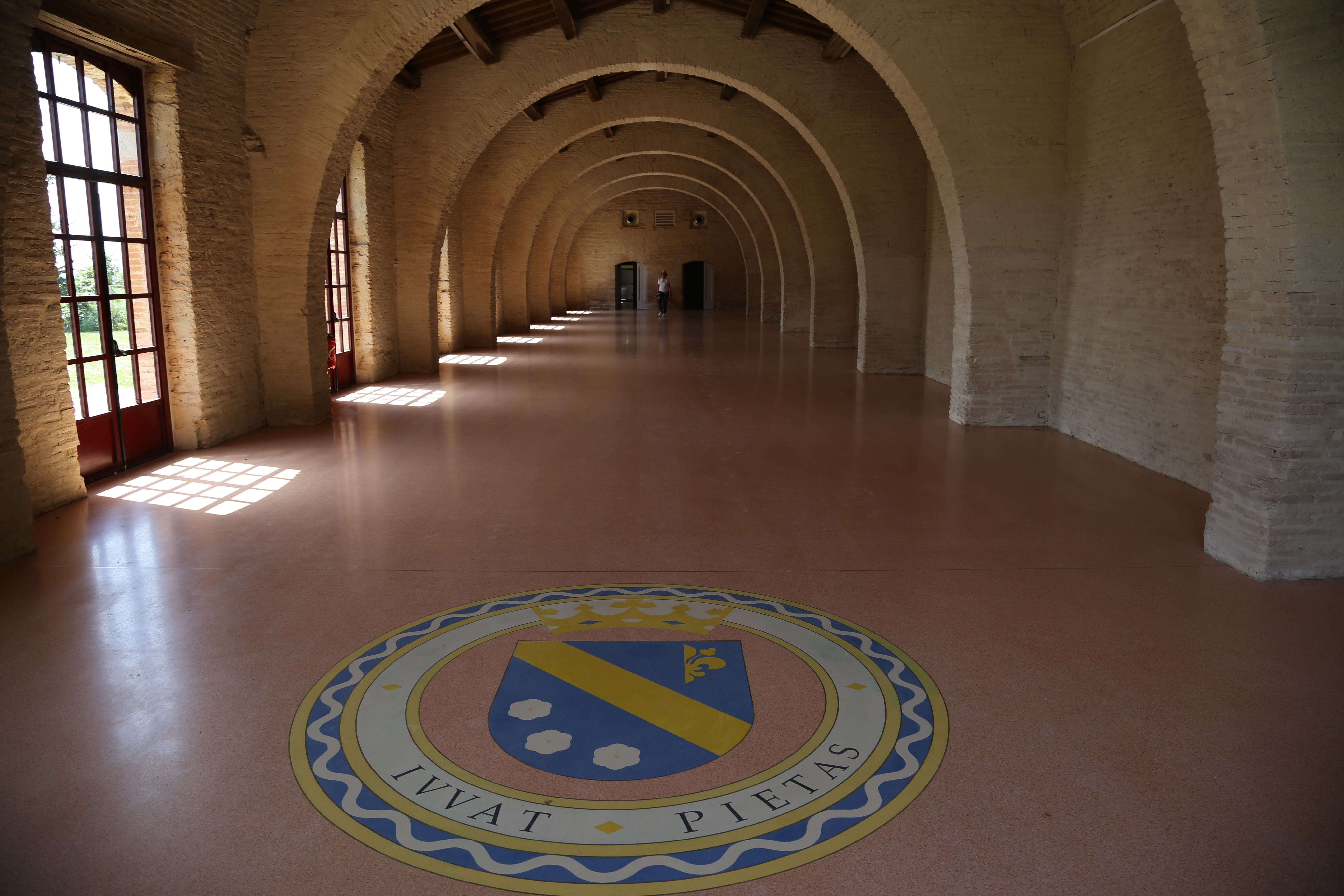
L'orangerie était l'une des plus vastes du Midi de la France.
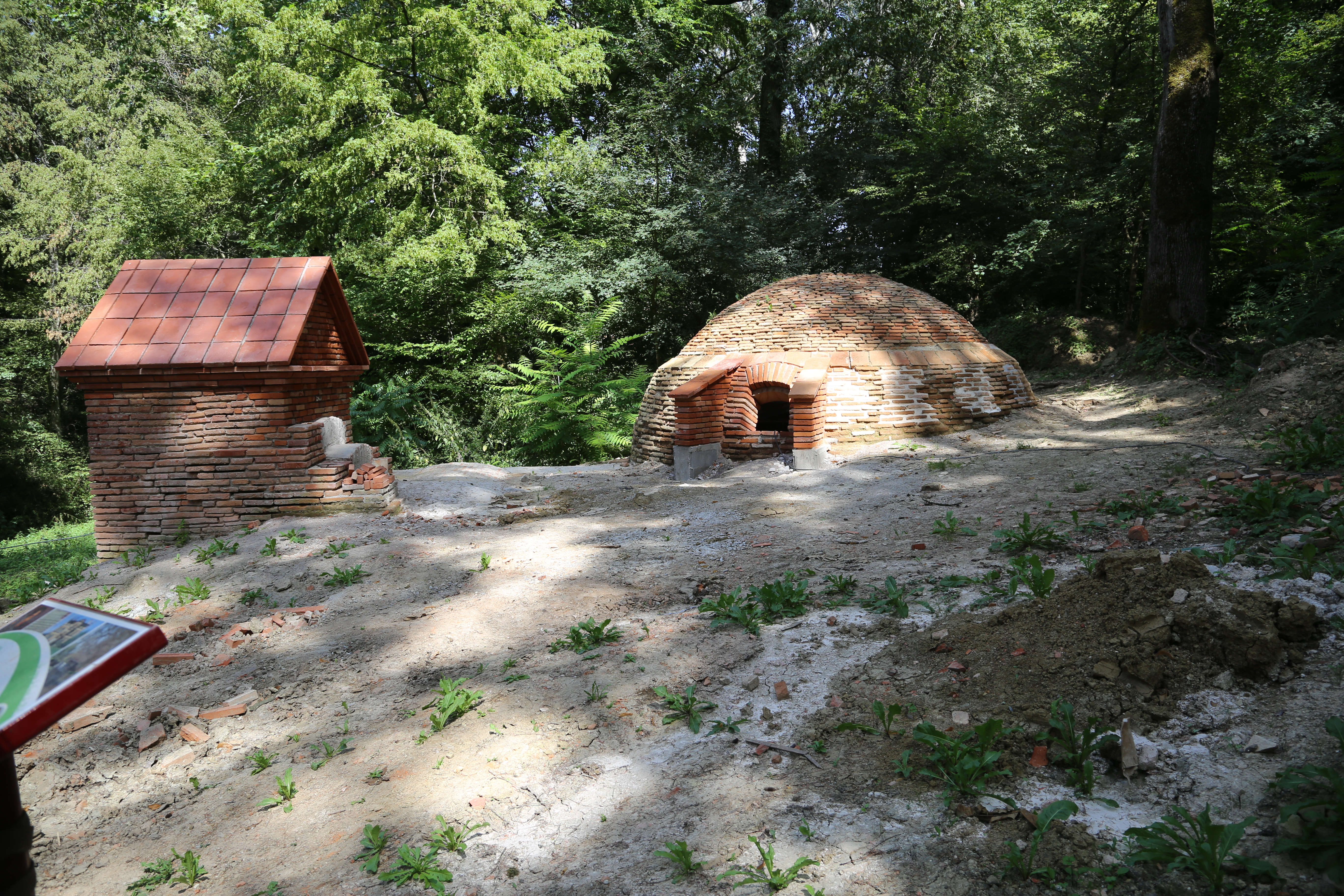
La glacière.
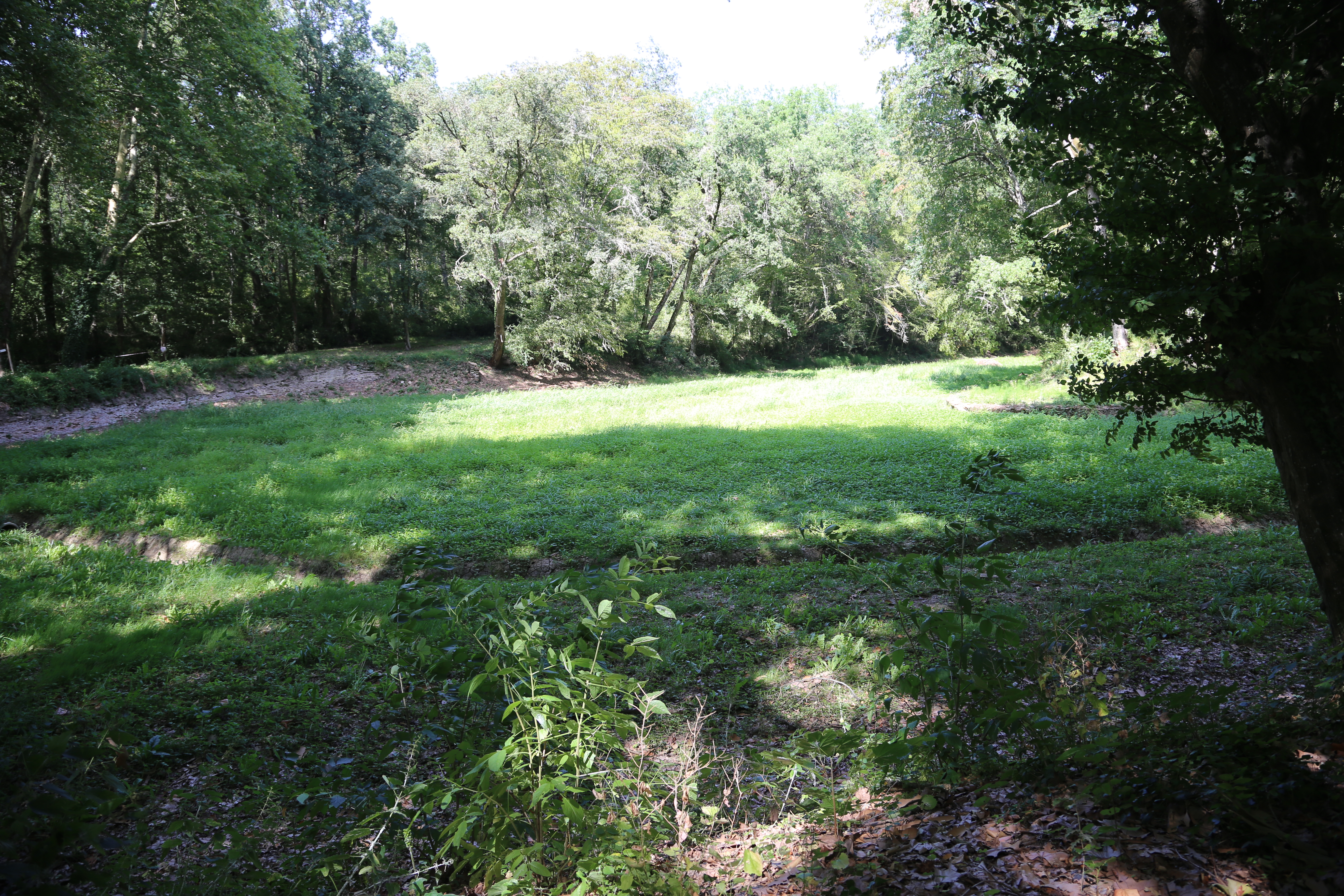
Ancien bassin d'essai.